# Kjell Ola Dahl
Kjell Ola Dahl, por vezes designado K. O. Dahl (Gjøvik, 4 de fevereiro de 1958), é um escritor norueguês. Escreveu onze romances desde 1993, a maioria romances policiais com tema psicológico. Até agora.

## Carreira
Ele é considerado um dos pais do gênero Noir nórdico. Sua série de livros mais proeminente é a com os investigadores Gunnarstranda e Frank Frølich. Em 2000, ele ganhou o Prêmio Riverton e ganhou os prestigiosos Prêmios Brage e Riverton em 2015. Seu trabalho foi publicado em 14 países e ele mora em Oslo.

### Em Norueguês
- Dødens investeringer  (Investimentos fatais) (1993)
- Seksognitti (1994)
- Miniatyren (1996)
- Siste skygge av tvil (1998)
- En liten gyllen ring (O último arranjo)(2000)
- Mannen i vinduet (O homem na janela)(2001)
- Gjensynsgleder - love stories (2002)
- Lille tambur (2003)
- Venezia – forfatterens guide (guia de viagens)(2004)
- Den fjerde raneren (O quarto homem)(2005)
- Lindeman & Sachs (2006)
- Svart engel (2007)
- Lindemans tivoli (2008)
- Kvinnen i plast (2010)
- Isbaderen (2011)
- Kureren (2015)

### Traduções em Inglês
- The Fourth Man (O quarto homem) (2007)
- The Man in the Window (O homem na janela) (2008)
- The Last Fix (O último arranjo) (2009)
- Lethal Investments (Investimentos fatais) (2011)

## Guião cinematográfico
- Vinterland (2007)[3]
- Før Snøen Faller (2013)